# Бурла, Альберт
Альберт Бурла́ (англ. Albert Bourla, 1962, Греция) — председатель правления и генеральный директор Pfizer, еврейский уроженец Греции, ветеринар по образованию.
Его родители, евреи-сефарды, были среди 2 000 из 50 000 евреев в Салониках, переживших Холокост.

## Биография
Родился 21 октября в 1961 году, в городе Салоники, в Греции.
В 1979—1985 годах учился в Университете Аристотеля в Салониках (Aristotle University of Thessaloniki). Доктор философии (Doctor of Philosophy, Ph.D.), Биотехнология Репродукции (Biotechnology of Reproduction).
В 1993 году начал карьеру в Pfizer, где и продолжает работать. Смог добиться должности генерального директора фармацевтической компании. В возрасте 34 лет он вместе с женой уехал из Салоников, чтобы присоединиться к Pfizer Europe. С тех пор он жил в семи разных городах, в четырёх разных странах. 1 октября 2018 года Pfizer, назначила Альберт Бурла главой компании, где прежде им был Ян Рид (Ian Read).
В феврале 2019 года Бурла был одним из семи генеральных директоров фармацевтической отрасли, которые участвовали в слушаниях по ценам на рецептурные лекарства в Соединенных Штатах с Комитетом Сената США по финансам.
В связи с пандемией COVID-19, его деятельность в компании Pfizer, в роли генерального директора стала одной из главных в решении проблемы вакцины и разработки противовирусных препаратов. Проведённые им реформы стали важнейшей ступенью к ускорению обнаружения вакцины. Альберт Бурла стал сотрудничать со многими мелкими биотехнологическим компаниями, и одина из самых известных среди них — это немецкая BioNTech из Майнца. Сотрудничая вместе с её основателем Угуром Шахином, они начали разработку экспериментальных вакцин основанных на матричной РНК. Ранее эта технология была создана ими же для лечения рака, но не давала успехов. Благодаря именно Альберту Бурле, компания Pfizer начала интенсивно работать в направлении разработки вакцины не поэтапно, как это принято традиционно, а параллельно, распределив нагрузки на группы. Одним из его важнейших шагов, для возможной будущей пользы, является подготовительные меры по массовому производству вакцин.
Бурла был награжден премией Genesis Prize 2022 года за лидерство в разработке вакцины Pfizer-BioNTech против COVID-19. Также получил медаль Double Helix 2022 года «за руководство быстрой разработкой вакцины Pfizer против COVID-19».

## Личная жизнь
Женат. У него двое детей: дочь и сын. Бурла привержен своему греческому наследию. У него есть дом на Халкидиках, куда он приезжает каждое лето. Болеет за спортивный клуб «Арис Салоники».